# Купер-Лендінг (Аляска)
Купер-Лендінг (англ. Cooper Landing) — переписна місцевість (CDP) в США, в окрузі Кенай штату Аляска. Населення — 344 особи (2020).

## Географія
Купер-Лендінг розташований за координатами 60°29′46″ пн. ш. 149°49′27″ зх. д. / 60.49611° пн. ш. 149.82417° зх. д. (60.496223, -149.824072).  За даними Бюро перепису населення США в 2010 році переписна місцевість мала площу 180,91 км², з яких 170,32 км² — суходіл та 10,58 км² — водойми.

### Клімат
| Клімат : Купер-Лендінг  | Клімат : Купер-Лендінг | Клімат : Купер-Лендінг | Клімат : Купер-Лендінг | Клімат : Купер-Лендінг | Клімат : Купер-Лендінг | Клімат : Купер-Лендінг | Клімат : Купер-Лендінг | Клімат : Купер-Лендінг | Клімат : Купер-Лендінг | Клімат : Купер-Лендінг | Клімат : Купер-Лендінг | Клімат : Купер-Лендінг | Клімат : Купер-Лендінг |
| Показник                | Січ.                   | Лют.                   | Бер.                   | Квіт.                  | Трав.                  | Черв.                  | Лип.                   | Серп.                  | Вер.                   | Жовт.                  | Лист.                  | Груд.                  | Рік                    |
| Абсолютний максимум, °C | 14,4                   | 15,0                   | 10,6                   | 17,8                   | 22,8                   | 25,6                   | 26,7                   | 27,2                   | 21,7                   | 17,8                   | 12,8                   | 11,1                   | 27,2                   |
| Середній максимум, °C   | 1,7                    | 2,7                    | 3,8                    | 7,6                    | 11,4                   | 14,6                   | 16,2                   | 16,3                   | 12,9                   | 8,2                    | 3,9                    | 2,5                    | 8,5                    |
| Середній мінімум, °C    | −3,9                   | −2,9                   | −2,3                   | 0,9                    | 4,3                    | 7,9                    | 10,1                   | 9,9                    | 6,8                    | 2,5                    | −1,1                   | −2,9                   | 2,4                    |
| Абсолютний мінімум, °C  | −20                    | −18,9                  | −25                    | −16,1                  | −5                     | 1,1                    | 1,7                    | 1,7                    | −2,2                   | −8,9                   | −15,6                  | −30,6                  | −30,6                  |
| Норма опадів, мм        | 330                    | 296                    | 256                    | 253                    | 283                    | 170                    | 235                    | 341                    | 561                    | 533                    | 372                    | 425                    | 4053                   |
| Днів з опадами          | 16                     | 15                     | 15                     | 15                     | 17                     | 15                     | 17                     | 17                     | 21                     | 21                     | 18                     | 19                     | 206,0                  |
| ----------------------- | ---------------------- | ---------------------- | ---------------------- | ---------------------- | ---------------------- | ---------------------- | ---------------------- | ---------------------- | ---------------------- | ---------------------- | ---------------------- | ---------------------- | ---------------------- |
| Джерело:                |                        |                        |                        |                        |                        |                        |                        |                        |                        |                        |                        |                        |                        |

## Демографія
Згідно з переписом 2010 року, у переписній місцевості мешкало 289 осіб у 161 домогосподарстві у складі 89 родин. Густота населення становила 2 особи/км².  Було 395 помешкань (2/км²).
Расовий склад населення:
| - 95,5 % — білих - 1,4 % — корінних американців - 0,7 % — азіатів |

До двох чи більше рас належало 2,4 %. Частка іспаномовних становила 0,0 % від усіх жителів.
За віковим діапазоном населення розподілялося таким чином: 8,0 % — особи молодші 18 років, 62,6 % — особи у віці 18—64 років, 29,4 % — особи у віці 65 років та старші. Медіана віку мешканця становила 55,6 року. На 100 осіб жіночої статі у переписній місцевості припадало 115,7 чоловіків;  на 100 жінок у віці від 18 років та старших — 119,8 чоловіків також старших 18 років.
Середній дохід на одне домашнє господарство  становив 82 432 долари США (медіана — 64 301), а середній дохід на одну сім'ю — 95 588 доларів (медіана — 78 403). За межею бідності перебувало 4,2 % осіб, у тому числі 0,0 % дітей у віці до 18 років та 7,4 % осіб у віці 65 років та старших.
Цивільне працевлаштоване населення становило 185 осіб. Основні галузі зайнятості: роздрібна торгівля — 30,3 %, будівництво — 18,9 %, мистецтво, розваги та відпочинок — 10,3 %, освіта, охорона здоров'я та соціальна допомога — 9,7 %.